# Armand Vanderhagen
Armand Jean François Joseph Vanderhagen (ook: Haegen en Van der Hagen) (Antwerpen, 1753 – Parijs, juli 1822) was een Belgisch componist, dirigent, klarinettist en bassethoornist.

## Levensloop
Vanderhagen is eerst zanger aan de Onze-Lieve-Vrouwekathedraal te Antwerpen. Later kreeg hij les van zijn oom A. Vanderhagen, die hoboïst was in de particuliere muziekkapel van prins Karel van Lorreinen, de toenmalige gouverneur van de Belgische provincies, en van Paul van Mander. In 1785 vertrok Vanderhagen naar Parijs en werd eerst klarinettist en in 1788 kapelmeester van de Muziekkapel van de Koninklijke Wacht. Na de Franse Revolutie werd hij docent aan de militaire muziek-academie in Parijs.
Later werd hij onderkapelmeester van Napoleons Keizerlijke Wacht. In 1815 werd hij klarinettist in het orkest van het Theatre Feydeau. Hij was ook een bekend bassethoornvirtuoos.
Als componist schreef hij concerto's, kwartetten, trio's voor klarinet en fluit. Vanderhagen bewerkte ook veel muziek uit Franse en Italiaanse opera's en de Schöpfung van Joseph Haydn voor harmonieorkest. Hij schreef ook een veertigtal Fanfares voor vier trompetten en pauken.

## Composities

### Werken voor harmonieorkest
- Symfonie Concertante
- La Naissance du Roi de Rome
- Grande Symphonie Militaire
- Musique pour harmonie, op. 14
- Musique pour harmonie, op. 17
- Musique pour harmonie, op. 18
- Musique pour harmonie, op. 20
- Musique pour harmonie, op. 21

### Kamermuziek
- 1788 Zes Duo's concertants, voor twee klarinetten
- 6 Duo's, voor twee klarinetten
- Étude de Concert pour flûte seule
- rond 40 Fanfares voor vier trompetten en pauken

## Pedagogische Werken
- 1785 Methode Nouvelle et Raisonnée pour la clarinette
- 1799-1800 Nouvelle Methode de clarinette - divisée en deux Parties